# Campanula medium
Campanula medium és una planta de la família de les campanulàcies.

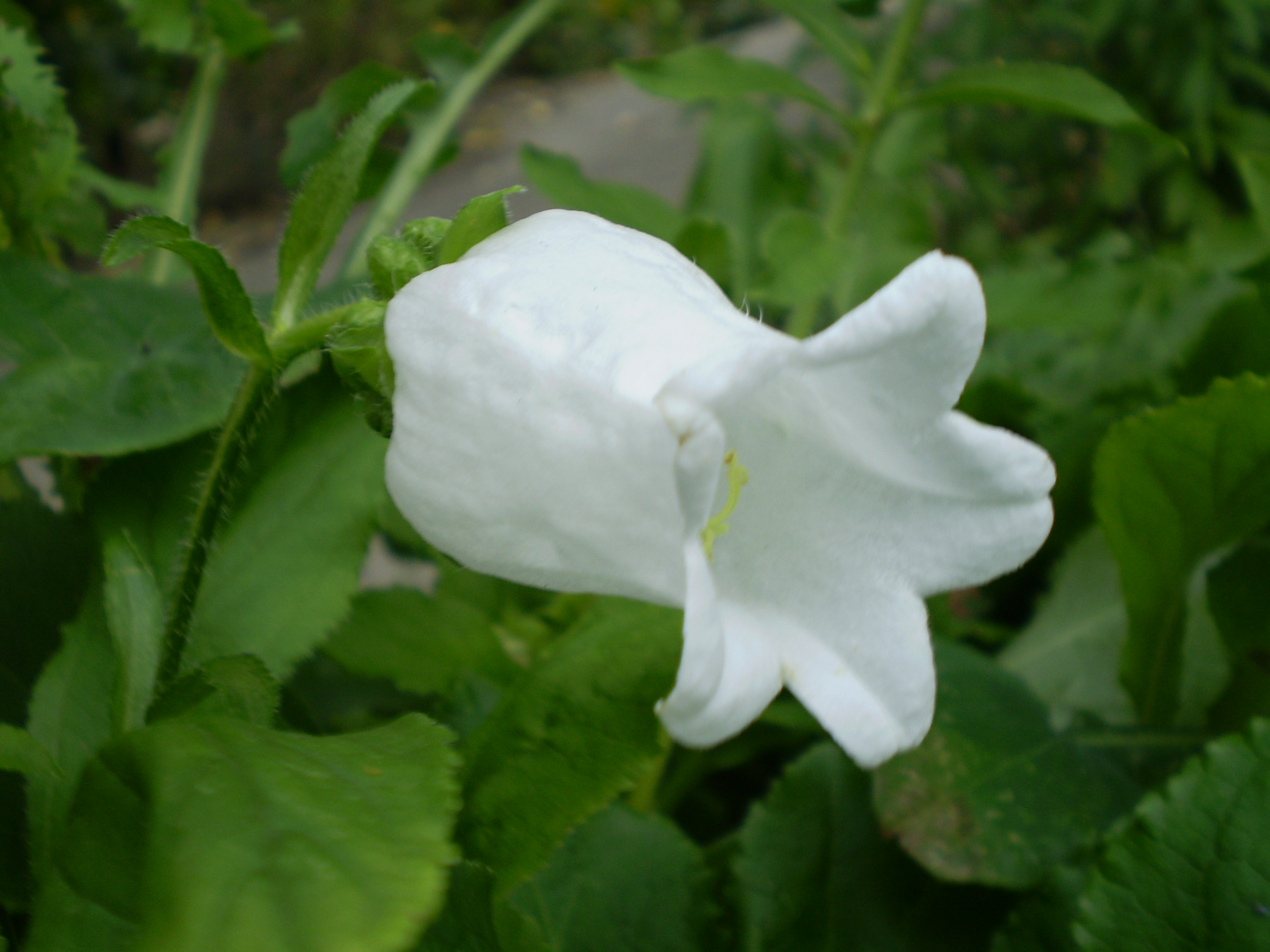
Detall de la flor

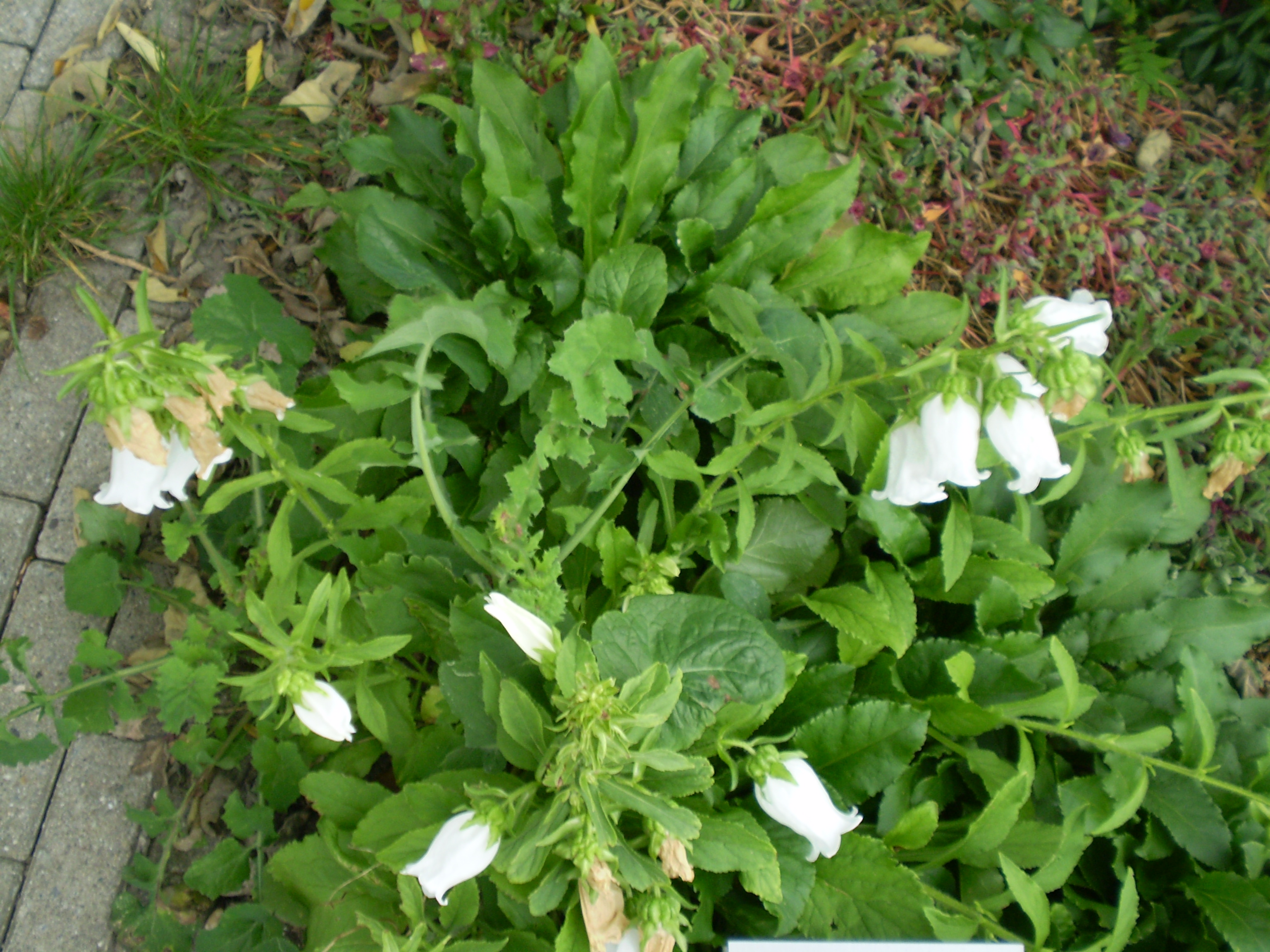
Vista de la planta

## Descripció
Planta biennal, erecta, més o menys ramificada de fins a 60 cm de llarg, ciliada. Fulles basals o alternes, incises fins a dentades, les basals ovals i peciolades, les superiors sèssils lanceolades. Flors solitàries, terminals o pedunculades (peduncle de 2-10 cm) en les axil·les superiors, inclinades fins a penjolls. 5 dents calicines lanceolats fins a ovals, de fins a 1,5 cm de llarg, entre els quals es troben 5 apèndixs ovals, regirats. Corol·la acampanada-inflada, blava-violeta o blanca, amb 5 lòbuls curts, de fins a 5 cm de llarg. 5 estams amb anteres unides i filaments eixamplats. Estil trífil. Ovari ínfer, que es converteix en una càpsula.

## Hàbitat
Pendents assolellats i roquetars.

## Distribució
Mediterrània occidental, i conreada en altres llocs

## Taxonomia
Campanula medium va ser descrita per Carolus Linnaeus i publicat en Species Plantarum 1: 167. 1753.
Etimologia

Campanula: nom genèric diminutiu del terme llatí campana, que significa "petita campana", al·ludint a la forma de les flors.
medium: epítet llatí que significa "de grandària intermediària".
Sinonímia

- Campanula bourdiniana Gand.
- Campanula florida Salisb.
- Campanula grandiflora Lam.
- Campanula grandiflorum Lam.
- Marianthemum medium (L.) Schur
- Medium grandiflorum Spach
- Medium grandiflorum (Lam.) Fourr.
- Rapuntia mitjana (L.) Chevall.
- Sykoraea hortensis Opiz
- Talanelis medium (L.) Raf.[5][6]

## Noms comuns
- fanalets[7]